# Ruhakana Rugunda

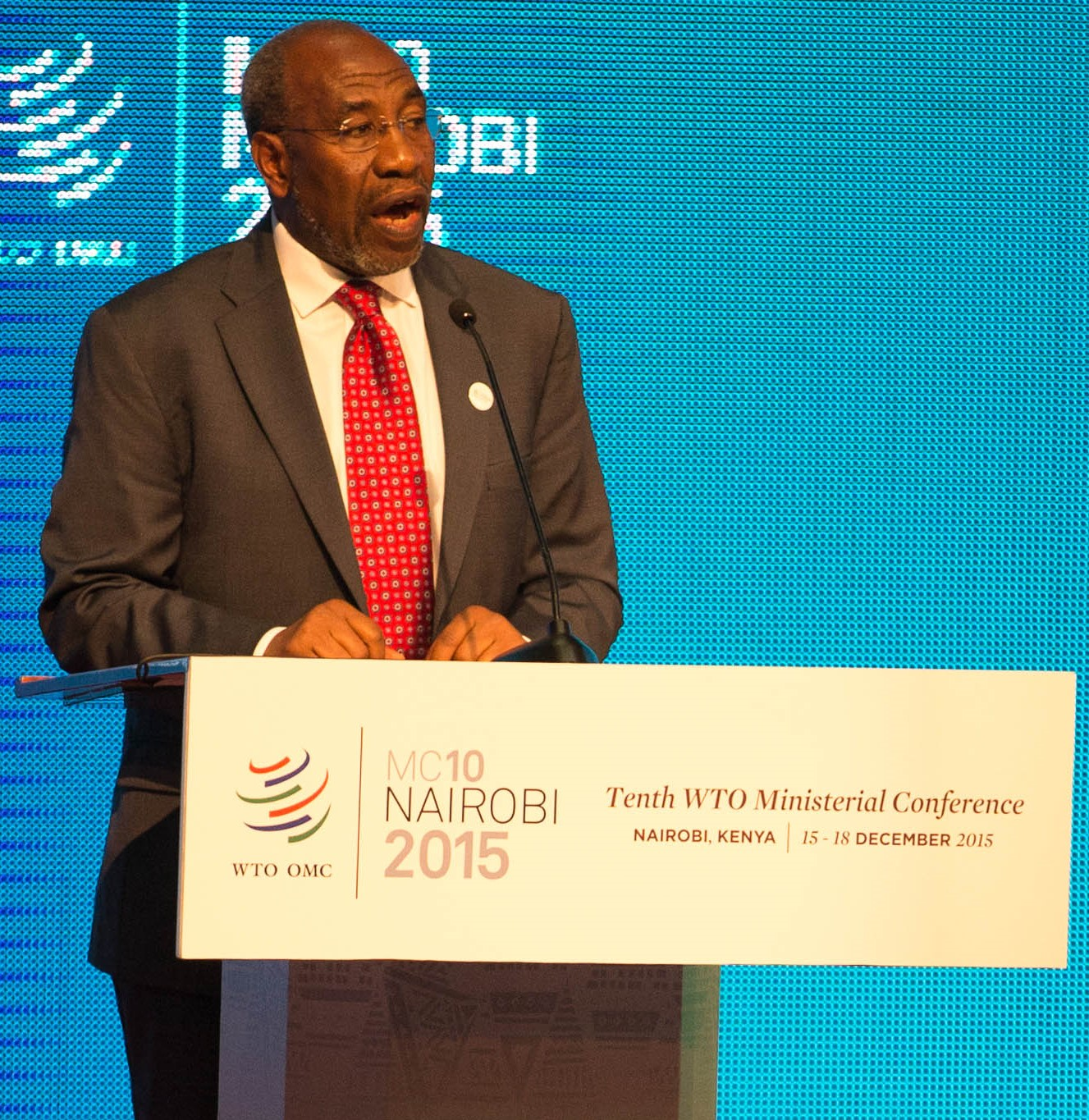
Ruhakana Rugunda

Ruhakana Rugunda (* 7. November 1947 in Kabale) ist ein ugandischer Politiker und Diplomat, der am 18. September 2014 als Nachfolger von Amama Mbabazi zum Premierminister seines Landes ernannt wurde. Zuvor war er Gesundheitsminister (2013–14), Botschafter Ugandas bei den Vereinten Nationen in New York und Minister für innere Angelegenheiten sowie Parlamentsabgeordneter für Kabale. Im Juni 2021 übergab er das Amt des Regierungschefs an Robinah Nabbanja.

## Leben
Rugunda wurde im Bezirk Kabale geboren. Er besuchte die Kigezi-Schule und das Busoga-College. Danach studierte er an der Makerere-Universität und machte später seinen Abschluss in Medizin an der Universität von Sambia. Danach studierte er an der University of California, Berkeley und erhielt ein Diplom in Öffentlichem Gesundheitswesen.
Rugunda arbeitete in weiterer Folge als Stabsarzt in Sambia, als Arzt im Washington DC General Hospital und am Kenyatta National Hospital in Nairobi. 1985 traf er sich im Gasthaus „Zum grünen Jäger“ in Unterolberndorf mit Anführern des National Resistance Movement (NRM), um eine Staatsverfassung für das befreite Uganda auszuarbeiten.
Im Laufe der Jahre war Rugunda Gesundheitsminister, Außenminister, Informationsminister, Arbeits-, Transport- und Kommunikationsminister, Kommissar für Tierindustrie, Wild und Fischereiwesen. Des Weiteren war er Vorsitzender des Rates des Umweltprogrammes der Vereinten Nationen (UNEP).
Im Juli 2006 führte Rugunda ein Regierungsteam nach Juba im Sudan, um Friedensverhandlungen mit der Lord’s Resistance Army zu führen. Im Dezember 2008 wurde Rugunda Botschafter Ugandas bei den Vereinten Nationen in New York. Uganda war ab Januar 2009 für zwei Jahre nicht-ständiges Mitglied des Sicherheitsrates. 